# Мизогинистский терроризм

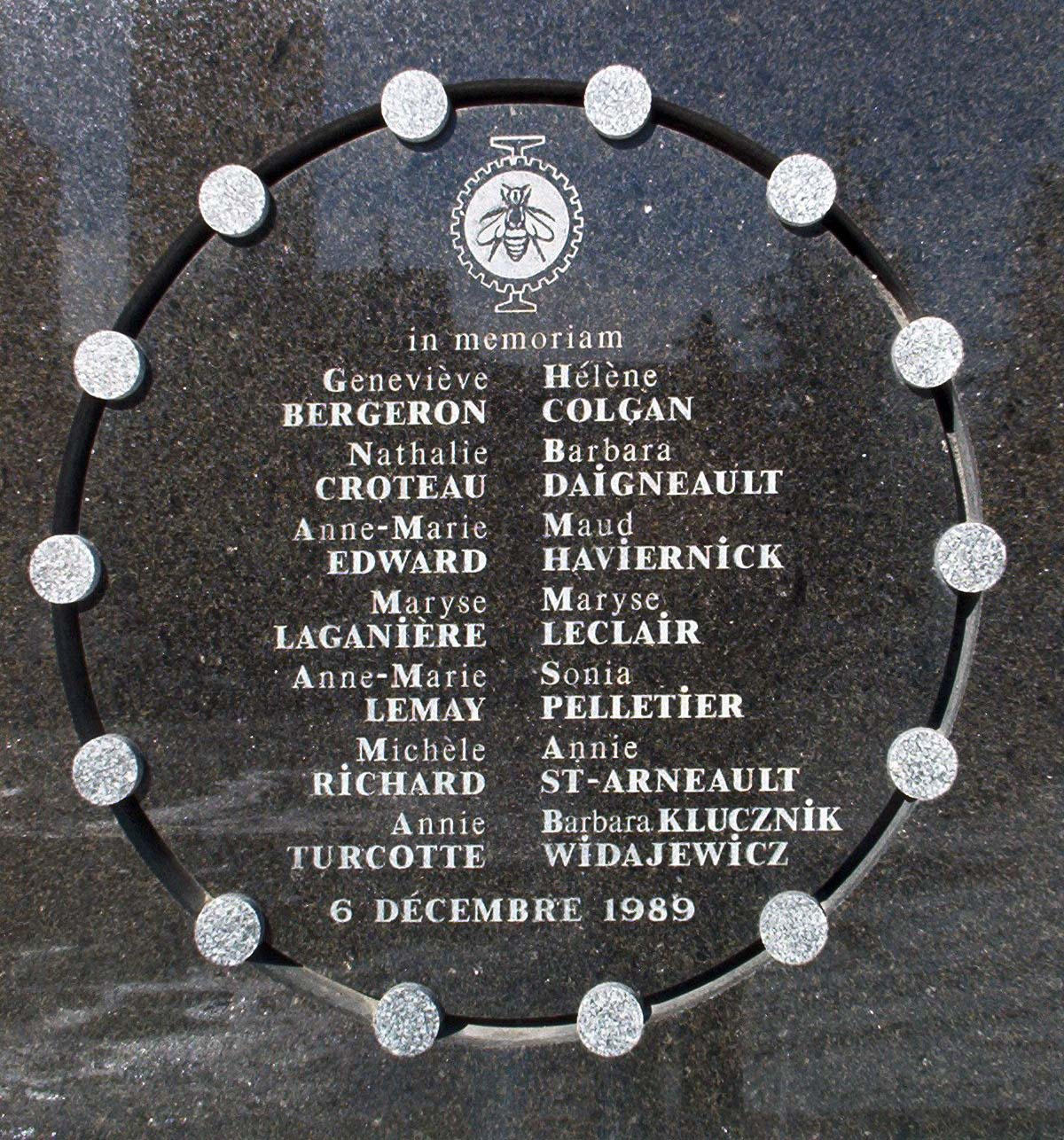
Мемориальная доска в память о жертвах массового убийства в Политехническом университете Монреаля

Мизогинистский терроризм — терроризм, мотивированный желанием наказать женщин. Это крайняя форма мизогинии — принуждения женщин к соответствию патриархальным, гендерным ожиданиям. Мизогинистский терроризм использует массовое, неизбирательное насилие в попытке отомстить за несоответствие этим ожиданиям или укрепить превосходство мужчин.
Мизогинистский терроризм часто нацелен на представителей или образцов того типа людей, к которому террорист испытывает неприязнь. Например, некоторые из них были мотивированы ощущением права на секс с женщинами того типа, которых преступник считает привлекательными. Такие нападения, некоторые из которых происходят из субкультуры инцелов, направлены как на женщин, так и на мужчин, считающихся сексуально успешными.

## Мнения
По данным Международного центра по борьбе с терроризмом в Гааге, эксперты по борьбе с терроризмом медленно признавали женоненавистничество в качестве идеологии, побуждающей к совершению актов массового насилия, по сравнению с признанием других идеологий. Национальный консорциум по изучению терроризма и реакции на терроризм и Южный центр законодательства о бедности отслеживают женоненавистничество или мужское превосходство в качестве мотивации терроризма с 2018 года, описывая его как «растущую угрозу».
Австралийская разведывательная организация по безопасности, считает женоненавистничество одной из самых быстрорастущих террористических угроз с 2021 года. В руководстве для правоохранительных органов Организации по безопасности и сотрудничеству в Европе отмечается, что строгий и систематический контроль гендерных ролей используется в качестве инструмента вербовки организациями как ИГИЛ, так и западными экстремистами-женоненавистниками из движений «инцелов» и «за права мужчин». Обе группы изображают мужчин как гипермужественных воинов, а женщин — как пассивных воспитателей, источников сексуального удовлетворения и «врагов», которых нужно наказывать.
Массовое убийство в Политехнической школе Монреаля в 1989 году признано первым задокументированным массовым убийством, явно мотивированным антифеминистской неприязнью. Стрелок, убивший 14 женщин, заявлял, что его мотивы «политические» и что он намеревался «бороться с феминизмом».
Вместе с тем, мизогинистская идеология часто не упоминается в сообщениях о терактах, даже когда нападавшие прямо заявляют об этом.
Как и другие формы терроризма, женоненавистническое экстремистское насилие призвано сделать политическое заявление. Однако политическая реакция на эту форму терроризма была менее активной, чем реакция правительства на исламский терроризм и другие формы терроризма.

## Мотивы
Мизогиния часто встречается среди массовых убийц, даже среди тех, кто убивает по другим причинам. Ниже перечислены конкретно женоненавистнические мотивы, которые назывались в качестве основных причин неизбирательных массовых убийств.
Массовые убийцы, в некоторых случаях идентифицирующие себя как инцелы, рассказывают, что ими движет ощущение права на секс или общение с женщинами, желание отомстить за то, что их отвергли женщины, и стремление поставить женщин «на место». Во время нападения в Айла-Висте в 2014 году преступник поставил перед собой цель «наказать всех женщин за то, что они лишили его секса». 
Идеология инцелов стала причиной 90 смертей и ранений после этого нападения, по данным на начало 2020 года.
В некоторых терактах или угрозах терроризма преступник описывает желание укрепить мужское превосходство в сексуальной иерархии, не допуская признания заслуг женщин или их терпимого отношения к руководящим должностям.

## Известные случаи
| Дата            | Место                                            | Погибли                  | Пострадали              | Описание |
| --------------- | ------------------------------------------------ | ------------------------ | ----------------------- | --- |
| 6 декабря 1989  | Политехническая школа Монреаля, Монреаль, Канада | 15 (включая стрелка)     | 14                      | Основная статья: Массовое убийство в Политехнической школе Монреаля                                                                                   |
| 4 августа 2009  | фитнес-клуб, Кольер, Пенсильвания, США           | 4 (включая нападавшего)  | 9                       | Основная статья: Массовое убийство в Кольере |
| 23 мая 2014     | Айла-Виста, Санта-Барбара, Калифорния, США       | 7 (включая стрелявшего   | 13                      | Основная статья: Убийства в Айла-Висте (2014) |
| 1 октября 2015  | колледж Ампква, Розберг, Орегон, США             | 10 (включая стрелявшего) | 9                       | [ 12 ] Основная статья: Массовое убийство в Розберге                                                                                                  |
| 23 апреля 2018  | Торонто, Канада                                  | 10                       | 15                      | Основная статья: Теракт в Торонто (2018) |
| 2 ноября 2018   | студия йоги, Таллахасси, Флорида, США            | 3 (включая нападавшего)  | 5                       | Мужчина открыл стрельбу в студии йоги. Международный центр по борьбе с терроризмом квалифицировал нападение как акт женоненавистнического терроризма. |
| 24 февраля 2020 | спа-салон, Торонто, Канада                       | 1                        | 2 (включая нападавшего) | 17-летний молодой человек напал с мачете на спа-салон.                                                                                                |